# Euselasia rasonea
Euselasia rasonea är en fjärilsart som beskrevs av William Schaus 1902. Euselasia rasonea ingår i släktet Euselasia och familjen Riodinidae. Inga underarter finns listade i Catalogue of Life.